# Limneria undata
Limneria undata, tên tiếng Anh: undate Limneria, là một loài ốc biển nhỏ, là động vật thân mềm chân bụng sống ở biển trong họ Velutinidae.

## Phân bố
Distribution của Limneria undata include:
- vùng biển Châu Âu[1]
- USA: vịnh Cobscook[1]
- Clam CoveBản mẫu:Where?[1]
- Frost CoveBản mẫu:Where?[1]
- L'Etang[cần giải thích][1]

## Miêu tả
Độ dài vỏ lớn nhất ghi nhận được là 27 mm.

## Môi trường sống
Độ sâu nhỏ nhất ghi nhận được là 0 m. Độ sâu lớn nhất ghi nhận được là 1127 m.